# Рязанцев, Александр Николаевич (Герой Российской Федерации)
Алекса́ндр Никола́евич Ряза́нцев (14 июня 1977, село Войново, Орловская область — 1 марта 2000, высота 776, Чечня, Россия) — гвардии лейтенант, командир взвода 3-й самоходной артиллерийской батареи 76-й гвардейской воздушно-десантной Черниговской Краснознаменной дивизии, Герой Российской Федерации (2000).

## Подвиг
28 февраля 2000 года 6-я рота 2-го батальона 104-го парашютно-десантного полка 76-й (Псковской) дивизии ВДВ заняла высоту 776.0 на рубеже Улус-Керт—Сельментаузен (42°57′47″ с. ш. 45°48′17″ в. д.). 29 февраля на высоте завязался бой. Во время боя гвардии лейтенант Рязанцев оказывал помощь в корректировке огня командиру батареи капитану В. В. Романову, прикрывая его и одновременно ведя огонь из стрелкового оружия. Утром 1 марта находился в рядах обороняющихся. Лично уничтожил 15 боевиков. Погиб в бою.
Похоронен на родине, в селе Войново Корсаковского района Орловской области.

## Память
Указом Президента РФ № 484 от 12 марта 2000 года за мужество и героизм, проявленные в боях с террористами на территории Северного Кавказа, гвардии лейтенанту Рязанцеву Александру Николаевичу посмертно присвоено звание Героя Российской Федерации.
Имя А. Н. Рязанцева присвоено Спешневской средней общеобразовательной школе.
31 октября 2019 года на заседании городского Совета народных депутатов была одобрена инициатива по увековечивании памяти уроженцев Орловщины, погибших при защите конституционного строя нашей страны на Северном Кавказе Александру Рязанцеву и Алексею Скворцову. 2 марта 2020 года на бульваре Победы в городе Орле на гранитном постаменте был установлен бронзовый бюст А. Рязанцева. В создании и установке памятника принимали участие ветераны боевых действий, сотрудники регионального Управления МВД и Росгвардии, курсанты и сотрудники Академии ФСО России и Орловского юридического института, общественная организация «Деловая Россия», Фонд памяти 6-й роты.